# Cantón Nangaritza
Nangaritza es un cantón en la provincia de Zamora Chinchipe. El origen de su nombre se debe a la presencia del majestuoso río Nangaritza, que atraviesa el cantón de sur a norte. Se encuentra rodeado por los cantones Paquisha, Centinela del Cóndor, Zamora y Palanda. Al este limita con el departamento de Amazonas, Perú, por medio de la Cordillera del Cóndor.
El alcalde actual para el período 2024 - 2027 es Francisco Efrén Cordero Carrión

## Historia
Nangaritza "Paraíso Ecológico del Ecuador" así es considerado este rincón de la patria ecuatoriana que se encuentra en la provincia de Zamora Chinchipe con alrededor de 8000 habitantes, este cantón tiene 4 parroquias; Guayzimi su cabecera cantonal y Nankais, Zurmi y Nuevo Paraíso que conforman las parroquias rurales.
Nangaritza fue habitada por nativos de la etnia Shuar en sus inicios. Esto cambió repentinamente cuando en el tiempo de sequía la gente tuvo que migrar a otras provincias y fue así como las personas salieron en busca de mejores días al oriente; con bolsicos y alforjas al hombro emprendieron el viaje hasta llegar al cantón Centinela del Cóndor en donde se acabó su viaje, desesperados por buscar estabilidad navegaron por el Río Nangaritza hasta llegar al puerto de Mayaicu que se encuentra en el Cantón Paquisha. La travesía apenas empezaba pues nos cuenta uno de los primeros pobladores que tuvieron que caminar 3 días hasta llegara una zona habitada por nativos lo que hoy se conoce como el centro del cantón. Fue así que los nativos no se entendían con los colonos por lo que tuvieron que buscar nuevos lugares donde asentarse y actualmente se encuentran acentuados en toda la parte del Alto Nangaritza. Fueron varios los años de lucha hasta que finalmente mediante decreto ejecutivo se logra un 26 de noviembre de 1987 crear el Cantón Nangaritza

## Información general
Nangaritza es conocido por ser el principal asentamiento de la etnia Shuar y uno de los sitios con las últimas extensiones de bosques nativos no alterados de la provincia conocido como el Alto Nangaritza.  

## División política
El cantón está dividido política y administrativamente en tres parroquias, una urbana y tres rurales: 
- Guayzimi
- Zurmi
- Nuevo Paraíso
- Nankais